# Кубок світу з біатлону 2012—2013, естафета, жінки
Змагання заліку жіночих естафет в програмі Кубку світу з біатлону 2012-2013 розпочалися 9 грудня 2012 року на другому етапі в австрійському Гохфільцені та завершилися 10 березня 2013 року на восьмому етапі в російському Сочі. Загалом включно з естафетою на Чемпіонаті світу 2013 було проведення 6 естафет. За підсумками сезону 2011-2012 свій титул найкращої естафетної команди відстоювала Франція, однак за підсумками сезону сильнішою стала команда Норвегії.

## Формат
В естафеті від кожної команди змагаються чотири біатлоністки, кожна з яких пробігає три кола загальною довжиною 6 км, виконуючи дві стрільби з положення лежачи й стоячи. На кожній стрільбі біатлоністка повинна влучити в п'ять мішеней. Для цього вона має 8 патронів, але спочатку в магазині тільки п'ять, додаткові патрони спортсменка повинна заряджати по одному. За кожну нерозбиту мішень біатлоністка повинна пробігти штрафне коло завдовжки 150 м. Гонка проводиться із загальним стартом. Першу стрільбу першого етапу біатлоністки повинні виконувати на установках, визначених їхнім стартовим номером. Надалі біатлоністки виконують стрільбу з установки, яка відповідає поточному місцю в гонці.

## Призери сезону 2011–12
| Медаль  | Країна   | Очки |
| ------- | -------- | ---- |
| Золото: | Франція  | 216  |
| Срібло: | Норвегія | 205  |
| Бронза: | Росія    | 192  |

## Переможці та призери
| Етап:                                                                        | Золото:                                                                     | Час                                                       | Срібло:                                                                 | Час                                                       | Бронза:                                                                     | Час                                                       |
| Гохфільцен Протокол [Архівовано 12 грудня 2012 у Wayback Machine.]           | Норвегія Фанні Горн Сіннове Солемдаль Гільде Фенне Тура Бергер              | 1:11:45.1 (0+0) (0+0) (0+1) (0+2) (0+1) (0+0) (0+0) (0+1) | Україна Віта Семеренко Валя Семеренко Юлія Джима Олена Підгрушна        | 1:12:15.5 (0+0) (0+1) (0+0) (0+3) (0+0) (0+0)             | Росія Катерина Глазиріна Ольга Зайцева Катерина Шумілова Ольга Вілухіна     | 1:12:30.5 (0+0) (0+0) (0+0) (0+3) (0+1) (0+0)             |
| Обергоф Протокол [Архівовано 3 січня 2013 у Wayback Machine.]                | Україна Юлія Джима Валя Семеренко Олена Підгрушна Віта Семеренко            | 1:20:16.1 (0+0) (0+1) (0+1) (0+1) (0+0) (0+1)             | Франція Марі Лор Брюне Анаїс Бескон Софі Буаї Марі Дорен Абер           | 1:21:02.0 (0+0) (0+2) (0+0) (0+0) (0+1) (0+1) (0+0) (0+0) | Німеччина Тіна Бахманн Міріам Гесснер Франциска Хільдебранд Надін Горхлер   | 1:22:03.4 (0+0) (0+0) (0+0) (2+3) (0+1) (0+1) (0+1) (0+2) |
| Рупольдінг Протокол [Архівовано 12 січня 2013 у Wayback Machine.]            | Норвегія Гільде Фенне Анн Крістін Флатланд Сіннове Солемдаль Тура Бергер    | 1:08:13.2 (0+0) (0+2) (0+0) (0+1) (0+1) (0+0) (0+0) (0+0) | Росія Катерина Глазиріна Ольга Вілухіна Катерина Шумілова Ольга Зайцева | 1:09:07.9 (0+0) (0+0) (0+0) (0+1) (0+0) (0+0)             | Чехія Вероніка Віткова Габріела Соукалова Христина Черна Вероніка Зварічова | 1:10:05.0 (0+2) (0+0) (0+1) (0+1) (0+0) (0+1) (0+0) (0+2) |
| Антерсельва Протокол [Архівовано 21 січня 2013 у Wayback Machine.]           | Німеччина Франциска Хільдебранд Міріам Гесснер Надін Горхлер Андреа Генкель | 1:13:02.1 (0+1) (0+1) (0+3) (0+1) (0+0) (0+0) (0+3) (0+1) | Росія Катерина Глазиріна Ольга Зайцева Катерина Шумілова Ольга Вілухіна | 1:13:19.5 (0+1) (0+1) (0+0) (0+1) (0+1) (0+1) (0+1) (0+3) | Франція Анаїс Бескон Софі Буаї Марі Лор Брюне Марі Дорен                    | 1:13:43.0 (0+0) (0+2) (0+0) (0+0) (0+0) (0+2)             |
| Чемпіонат світу 2013 Протокол [Архівовано 17 лютого 2013 у Wayback Machine.] | Норвегія Гілде Фенне Анн Крістін Флатланд Сіннове Солемдаль Тура Бергер     | 1:08:11.0 (0+2) (1+3) (0+0) (0+2) (0+0) (0+1)             | Україна Юлія Джима Віта Семеренко Валя Семеренко Олена Підгрушна        | 1:08:18.0 (0+0) (0+1) (0+2) (0+0) (0+1) (0+0) (0+0) (0+1) | Італія Доротея Вірер Ніколь Гонтьє Мікела Понца Карін Обергофер             | 1:08:22.6 (0+0) (0+0) (0+2) (0+0) (0+0) (0+2) (0+0) (0+0) |
| Сочі Протокол [Архівовано 12 березня 2013 у Wayback Machine.]                | Німеччина Андреа Генкель Еві Захенбахер-Штеле Міріам Гесснер Лаура Дальмаєр | 1:09:27.1 (0+1) (0+0) (0+0) (0+2) (0+1) (1+3) (0+0) (0+0) | Україна Юлія Джима Олена Підгрушна Валя Семеренко Марія Панфілова       | 1:09:39.0 (0+0) (0+1) (0+1) (0+2) (0+0) (0+1)             | Норвегія Гілде Фенне Тіріл Екгофф Анн Крістін Флатланд Тура Бергер          | 1:09:48.3 (0+1) (0+2) (0+0) (0+3) (0+1) (0+1) (0+0) (0+2) |

## Нарахування очок
| Місце | 1  | 2  | 3  | 4  | 5  | 6  | 7  | 8  | 9  | 10 | 11 | 12 | 13 | 14 | 15 | 16 | 17 | 18 | 19 | 20 | 21 | 22 | 23 | 24 | 25 | 26 | 27 | 28 | 29 | 30 | 31 | 32 | 33 | 34 | 35 | 36 | 37 | 38 | 39 | 40 |
| ----- | -- | -- | -- | -- | -- | -- | -- | -- | -- | -- | -- | -- | -- | -- | -- | -- | -- | -- | -- | -- | -- | -- | -- | -- | -- | -- | -- | -- | -- | -- | -- | -- | -- | -- | -- | -- | -- | -- | -- | -- |
| Очки  | 60 | 54 | 48 | 43 | 40 | 38 | 36 | 34 | 32 | 31 | 30 | 29 | 28 | 27 | 26 | 25 | 24 | 23 | 22 | 21 | 20 | 19 | 18 | 17 | 16 | 15 | 14 | 13 | 12 | 11 | 10 | 9  | 8  | 7  | 6  | 5  | 4  | 3  | 2  | 1  |

## Таблиця
| #  | Збірна         | ГОХ | ОБЕ | РУП | АНТ | ЧС  | СОЧ | Разом |
| -- | -------------- | --- | --- | --- | --- | --- | --- | ----- |
| 1  | Норвегія       | 60  | 43  | 60  | 43  | 60  | 48  | 314   |
| 2  | Україна        | 54  | 60  | 36  | 40  | 54  | 54  | 298   |
| 3  | Німеччина      | 43  | 48  | 43  | 60  | 40  | 60  | 294   |
| 4  | Росія          | 48  | 40  | 54  | 54  | 43  | 38  | 277   |
| 5  | Франція        | 40  | 54  | 38  | 48  | 38  | 40  | 258   |
| 6  | Італія         | 30  | 38  | 40  | 34  | 48  | 39  | 226   |
| 7  | Польща         | 38  | 36  | 31  | 38  | 32  | 43  | 218   |
| 8  | Білорусь       | 36  | 34  | 34  | 36  | 36  | 34  | 210   |
| 9  | Чехія          | 31  | 30  | 48  | 26  | 31  | 32  | 198   |
| 10 | Швеція         | 32  | 31  | 25  | 29  | 26  | 30  | 173   |
| 11 | Казахстан      | 27  | 28  | 29  | 22  | 27  | 29  | 162   |
| 12 | Словаччина     | 34  | 32  | 32  | 25  | 34  | DNS | 157   |
| 13 | Канада         | 28  | —   | 27  | 30  | 29  | 31  | 145   |
| 14 | Болгарія       | 20  | 25  | 22  | 24  | 23  | 25  | 137   |
| 15 | Естонія        | 22  | 24  | 21  | 21  | 21  | 27  | 136   |
| 16 | Румунія        | 24  | 29  | 22  | 28  | DSQ | 26  | 129   |
| 17 | США            | 29  | —   | 28  | 31  | 30  | —   | 118   |
| 18 | Австрія        | 26  | —   | 30  | 32  | 22  | —   | 110   |
| 19 | КНР            | —   | 27  | 26  | 27  | 25  | —   | 105   |
| 20 | Швейцарія      | 25  | 26  | 24  | —   | 28  | —   | 103   |
| 21 | Фінляндія      | 23  | —   | 23  | —   | 20  | 28  | 94    |
| 22 | Японія         | 21  | —   | —   | 23  | 19  | 24  | 87    |
| 21 | Південна Корея | —   | 23  | 19  | 20  | 17  | —   | 79    |
| 24 | Словенія       | —   | —   | —   | —   | 24  | —   | 24    |
| 25 | Литва          | —   | —   | —   | —   | 18  | —   | 18    |